# Henry Ford II
Henry Ford II, ps. HF2, Hank the Deuce (ur. 4 września 1917 w Detroit, zm. 29 września 1987 tamże) – amerykański przedsiębiorca pracujący w przemyśle samochodowym.

## Życiorys
Urodził się w Detroit, w stanie Michigan jako najstarszy syn Eleanor Clay i Edsela Fordów. Miał trójkę rodzeństwa: Bensona, Williama i Josephine.
Uczęszczał do Uniwersytetu Yale. Ukończył The Hotchkiss School w 1936 roku.

## Życie prywatne
Był żonaty trzykrotnie. Ożenił się po raz pierwszy z Anne McDonnell w 1940 roku, rozwiedli się w 1964. Para miała trójkę dzieci: Charlotte, Anne i Edsela II. Następną jego żoną była Maria Cristina Vettore, którą poślubił w 1965 i rozwiódł się w 1976. Pobrał się później z Kathleen DuRoss w 1980 roku, z którą miał dwie pasierbice: Deborah Guibord (z domu DuRoss) i Kimberly DuRoss.
Zmarł na zapalenie płuc w Detroit, w Henry Ford Hospital, w wieku 70 lat. Po prywatnym pogrzebie w Christ Church Grosse Pointe, jego ciało zostało skremowane.

## Nagrody i odznaczenia
W 1969 został odznaczony Prezydenckim Medalem Wolności przez polityka Partii Demokratycznej i 36. prezydenta USA Lyndona B. Johnsona.

## Filmografia
- The Ford 50th Anniversary Show(inne języki) (1953) – jako on sam – emitowany na CBS i NBC, nazywany „przełomem w telewizji” oraz „kamieniem milowym w kulturze lat 50. XX wieku”[7]
- Operacja Piorun (Thunderball, 1965) – jako Mężczyzna w kasynie w Nassau (niewymieniony w czołówce)

## W kulturze popularnej
Tracy Letts zagrał rolę Henry’ego Forda II w amerykańskim dramacie sportowym Le Mans ’66 (Ford v Ferrari, 2019).